# Calle de Francia (Vitoria)
La calle de Francia es una vía pública de la ciudad española de Vitoria.

## Descripción
La vía, que había sido parte de dos secciones de la Ronda de Oriente y también de la Ronda del Norte, adquirió título propio en 1887. Nace de la calle de la Paz en el cruce con el portal del Rey y la avenida de Santiago y discurre hasta la plaza de Bilbao. Tiene cruces con la calle de la Libertad, la del Abrevadero, la de Prudencio María de Verástegui, la del Colegio de San Prudencio, la de la Esperanza, la de San Ildefonso, la de Arana, la plaza de San Antón y la calle del Monseñor Estenaga. Durante años, se conoció también como «calle de Calvo Sotelo» y «avenida de Calvo Sotelo» por José Calvo Sotelo, asesinado en 1936, pero recuperó después el título que hace referencia al país vecino.
Aparece descrita en la Guía de Vitoria (1901) de José Colá y Goiti con las siguientes palabras:

Calle de Francia.—En 1881 se denominaba Ronda de Oriente 1.ª y 2.ª Sección y Ronda del Norte. Se le dió el nombre de calle de Francia en 1887. Principia en la plazuela del Hospital y concluye en el Portal de Arriaga. Hacia la mitad de esta calle está la Plaza del Mercado de Ganados, inaugurada en 1895.
(Colá y Goiti, 1901, p. 36)

A mitad de calle, se encontraba la plaza del Mercado del Ganado, inaugurada en 1895. También tuvieron sede en la vía la Panificadora Vitoriana, la Delegación del Tiro Nacional de España, la sociedad recreativa conocida como La Concordia, la delegación de los Exploradores de España fundada por Teodoro Iradier y Herrero, la antigua estación de autobuses de la ciudad, la Sociedad de Cazadores y Pescadores de Álava, La Voz de Álava, la Juventud de Antiguas Escolares y el colegio de Jesús Obrero, entre otras instituciones y comercios. En el número 24, a la altura del cruce con la calle del Colegio de San Prudencio, está el Museo Artium.